# Năm 1814
Năm 1814 (tiếng Nga: Восемнадцать-Четырнадцать) là một bộ phim hư cấu lịch sử, có phần lãng mạn của đạo diễn Andres Puustusmaa, ra mắt lần đầu vào dịp trước thềm năm mới 2008.

## Nội dung
Truyện phim mô tả một số sự kiện diễn ra ở trường Trung học Hoàng thôn, những năm 1814 - 1816.

## Diễn viên

### Học viên
- Stanislav Belozerov... Aleksandr Pushkin "Khỉ Nhép"
- Stepan Balakshin... Aleksandr Gorchakov "Công Tử Bột"
- Ivan Makarevich... Ivan Pushchin "Jeannot"
- Aleksandr Bykovsky... Anton Delvig "Tosya"
- Sergey Druzyak... Konstantin Danzas "Gấu Bự"
- Ivan Martynov... Wilhelm Küchelbecker "Kyukhel"
- Roman Yaroslavtsev... Sergey Komovsky "Gián Điệp"
- Ivan Pachin... Ivan Malinovsky "Malina" (con trai Hiệu trưởng trường Trung học Hoàng thôn)